# Stenbittjärnen (Bräcke socken, Jämtland)
Stenbittjärnen är en sjö i Bräcke kommun i Jämtland och ingår i Ljungans huvudavrinningsområde.